# NGC 4466
NGC 4466 é uma galáxia espiral (Sab) localizada na direcção da constelação de Virgo. Possui uma declinação de +07° 41' 49" e uma ascensão recta de 12 horas, 29 minutos e 30,6 segundos.
A galáxia NGC 4466 foi descoberta em 24 de Abril de 1865 por Heinrich Louis d'Arrest.